# La contessa di Castiglione (film)
La contessa di Castiglione è un film del 1954 diretto da Georges Combret.

## Trama
La bellissima nobildonna Virginia Oldoini si sposa con il conte Francesco di Castiglione e va in viaggio di nozze a Parigi, dove fa colpo sull'imperatore dei francesi Napoleone III. Di lei si serve lo zio Camillo Benso, conte di Cavour, primo ministro piemontese, per influenzare Napoleone III alla vigilia della Seconda guerra d’indipendenza.
La bella contessa approfitta della situazione anche per favorire il cugino Lucio Falengo, da lei amato in segreto, che sta preparando un attentato contro l'imperatore.